# Romanchella sepicula
Romanchella sepicula är en ringmaskart som beskrevs av Rzhavsky 1997. Romanchella sepicula ingår i släktet Romanchella och familjen Serpulidae. Inga underarter finns listade i Catalogue of Life.